# Безуча, Томас
То́мас Го́рдон Безу́ча (англ. Thomas Gordon Bezucha, /bəˈzuːkə/; род. 8 марта 1964, Амхерст, Массачусетс) — американский кинорежиссёр и сценарист.

## Биография
Томас Безуча родился и вырос в Амхерсте (штат Массачусетс) и окончил региональную среднюю школу Амхерста в 1982 году. Окончил школу дизайна Парсонса по специальности «Дизайн одежды» и работал руководителем отдела  креативных услуг в компаниях Ralph Lauren Corporation и Coach. Является открытым геем.
В 2000 году Безуча написал сценарий и снял по нему фильм «Большой рай». Позже он снял по своим сценариям картины «Привет семье!» (2005), «Монте-Карло» (2011) и «Кровные узы» (2020), стал соавтором фильмов «Клуб любителей книг и пирогов из картофельных очистков» (2018) и «Хороший дом».
В 2021 году Безуча был назначен режиссёром предстоящего телесериала «Секретное вторжение» (2022), действие которого произойдёт в медиафраншизе «Кинематографическая вселенная Marvel».

## Фильмография
Кино
| Год  | Название                                               | Режиссёр | Сценарист | Продюсер | Комментарии | Прим.  |
| ---- | ------------------------------------------------------ | -------- | --------- | -------- | ----------- | ------ |
| 2000 | Большой рай                                            | Да       | Да        | Нет      |             | [ 5 ]  |
| 2005 | Привет семье!                                          | Да       | Да        | Нет      |             | [ 2 ]  |
| 2011 | Монте-Карло                                            | Да       | Да        | Нет      |             | [ 8 ]  |
| 2018 | Клуб любителей книг и пирогов из картофельных очистков | Нет      | Да        | Нет      |             | [ 9 ]  |
| 2020 | Кровные узы                                            | Да       | Да        | Да       |             | [ 10 ] |
| TBA  | The Good House                                         | Нет      | Да        | Нет      |             | [ 11 ] |

Телевидение
| Год  | Название            | Режиссёр | Сценарист | Продюсер | Комментарии                  | Прим. |
| ---- | ------------------- | -------- | --------- | -------- | ---------------------------- | ----- |
| 2022 | Секретное вторжение | Да       | Нет       | Нет      | В соавторстве с Али Селимом. | [ 7 ] |